# Tofslärkan 10

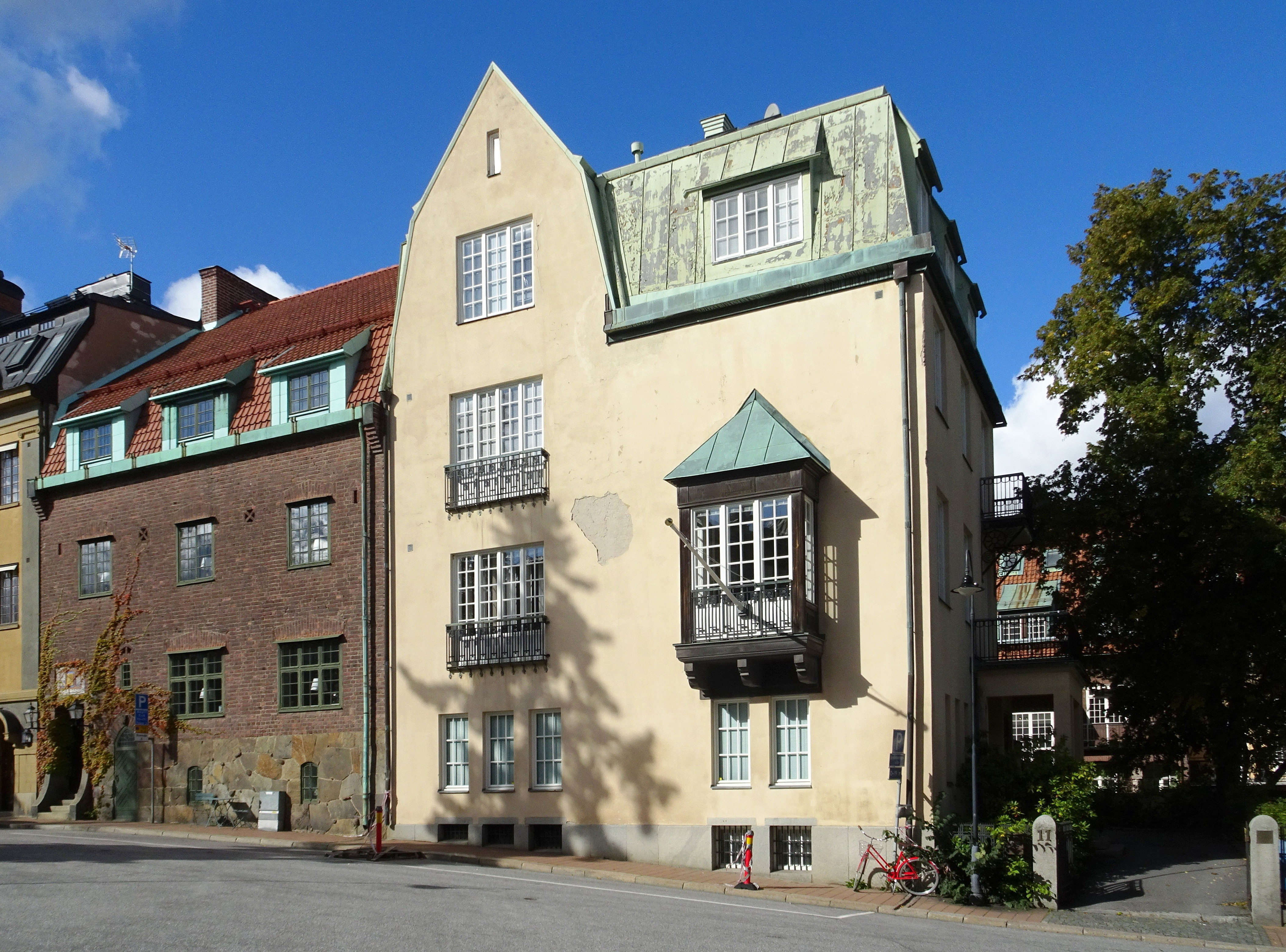
Tofslärkan 10, september 2022. Till vänster syns Tofslärkan 11.

Tofslärkan 10 en kulturhistoriskt värdefull före detta villafastighet i kvarteret Tofslärkan i Lärkstaden på Östermalm i Stockholm. Denna stadsvilla vid Tyrgatan 11 uppfördes 1909–1912 av byggmästaren Richard Edblom efter ritningar av arkitektkontoret Hagström & Ekman för sin svåger, bibliotekarien Ludvig Linder. Fastigheten är grönmärkt av Stadsmuseet i Stockholm, det innebär "särskilt värdefull från historisk, kulturhistorisk, miljömässig eller konstnärlig synpunkt". Sedan 1992 finns Botswanas Stockholmsambassad i huset.

## Bakgrund

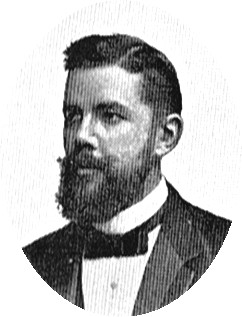
Emil Perman.

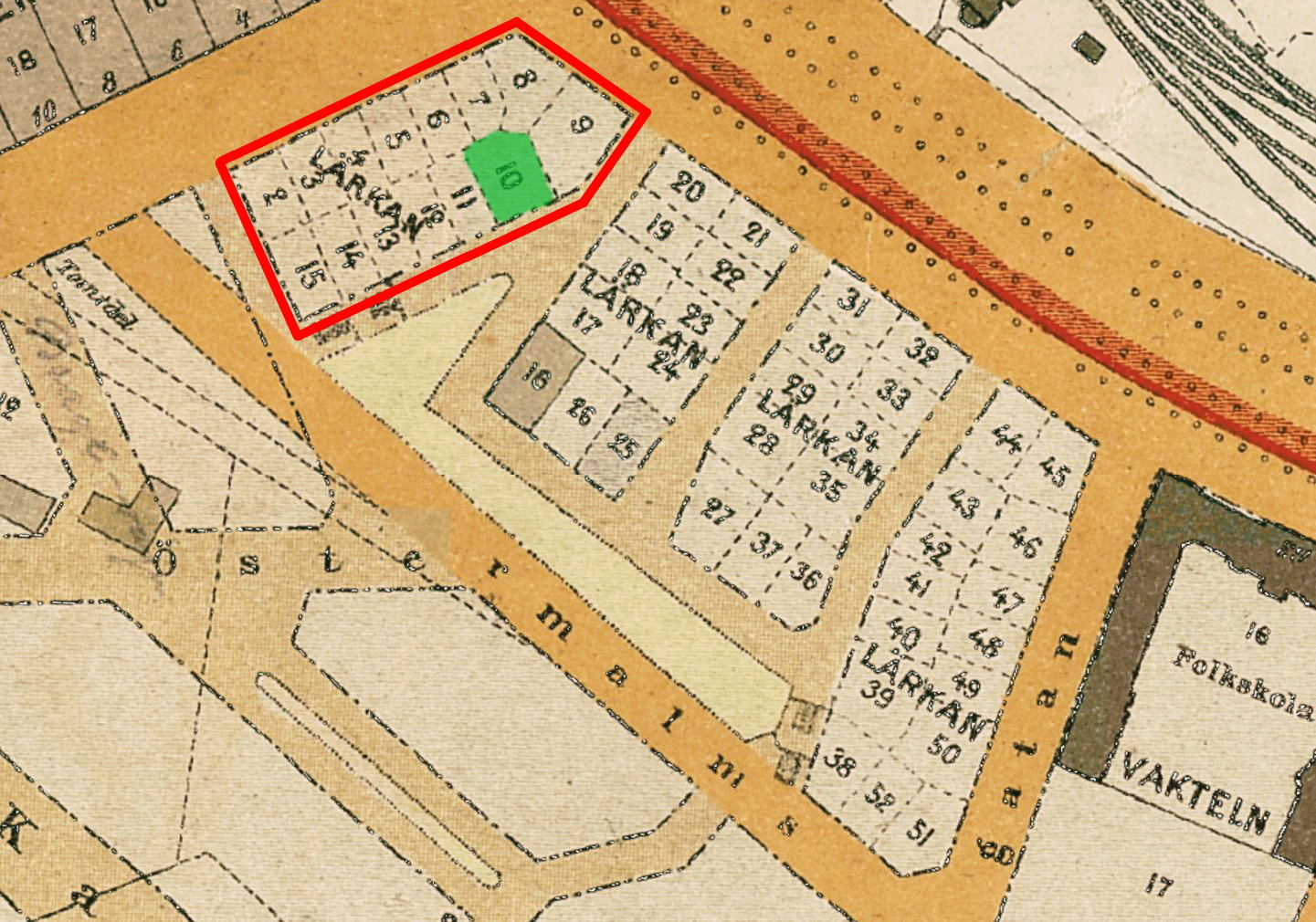
Kvarteret Lärkan 1909 tomt nr 10 (grön), dagens Tofslärkan 10.

Stadsbyggnadsprojektet med ”sammanbyggda villor” (begreppet radhus fanns inte än) i det nybildade kvarteret Lärkan (dagens Tofslärkan, Trädlärkan, Sånglärkan och Piplärkan) kan ses som ett experiment och en helt ny boendeform i Stockholm på 1900-talets början. I Svenska Dagbladet från december 1910 kallades Lärkan för "Stockholms stads experimentalfält för omplantering af den engelska hemidén". Drivande kraft bakom projektet var stadsplanearkitekten Per Olof Hallman vilken hämtat inspiration just från Englands townhouses och som 1910 själv kom att flytta in i sin stadsvilla på Sånglärkan 6. 
Stadsingenjörskontoret fick i uppdrag att stycka "överkomliga" tomter med storlekar mellan drygt 270 och 550 kvadratmeter. Målgruppen var den välsituerade borgarklassen, som direktörer, företagare, läkare, högre tjänstemän och ingenjörer, även några arkitekter och byggmästare flyttade hit. Tomterna förvärvades ofta av arkitekter eller byggmästare som var insatta i pågående stadsplaneringar. När byggnaden stod färdig, såldes den omedelbart. 
En av dessa tomter var hörnfastigheten Lärkan 10 (sedermera namnändrad till Tofslärkan 10) som låg i norra slutet av längan nr 10–15. Den var störst i längan och hade mark för en infart från Tyrgatan samt en liten trädgårdsplätt i nordväst. Fastigheten köptes 1909 av byggmästaren Richard Edblom vilken byggde i egen regi och sedan sålde den nya stadsvillan till Emil Perman, överläkare vid Sabbatsbergs sjukhus. Till arkitekt valde Edblom arkitektfirman Hagström & Ekman som i lärkan-kvarteren även ritat Trädlärkan 8, Piplärkan 5 och Piplärkan 6. Edblom själv byggde förutom Tofslärkan 10 även Tofslärkan 4 och Tofslärkan 6.

## Byggnadsbeskrivning

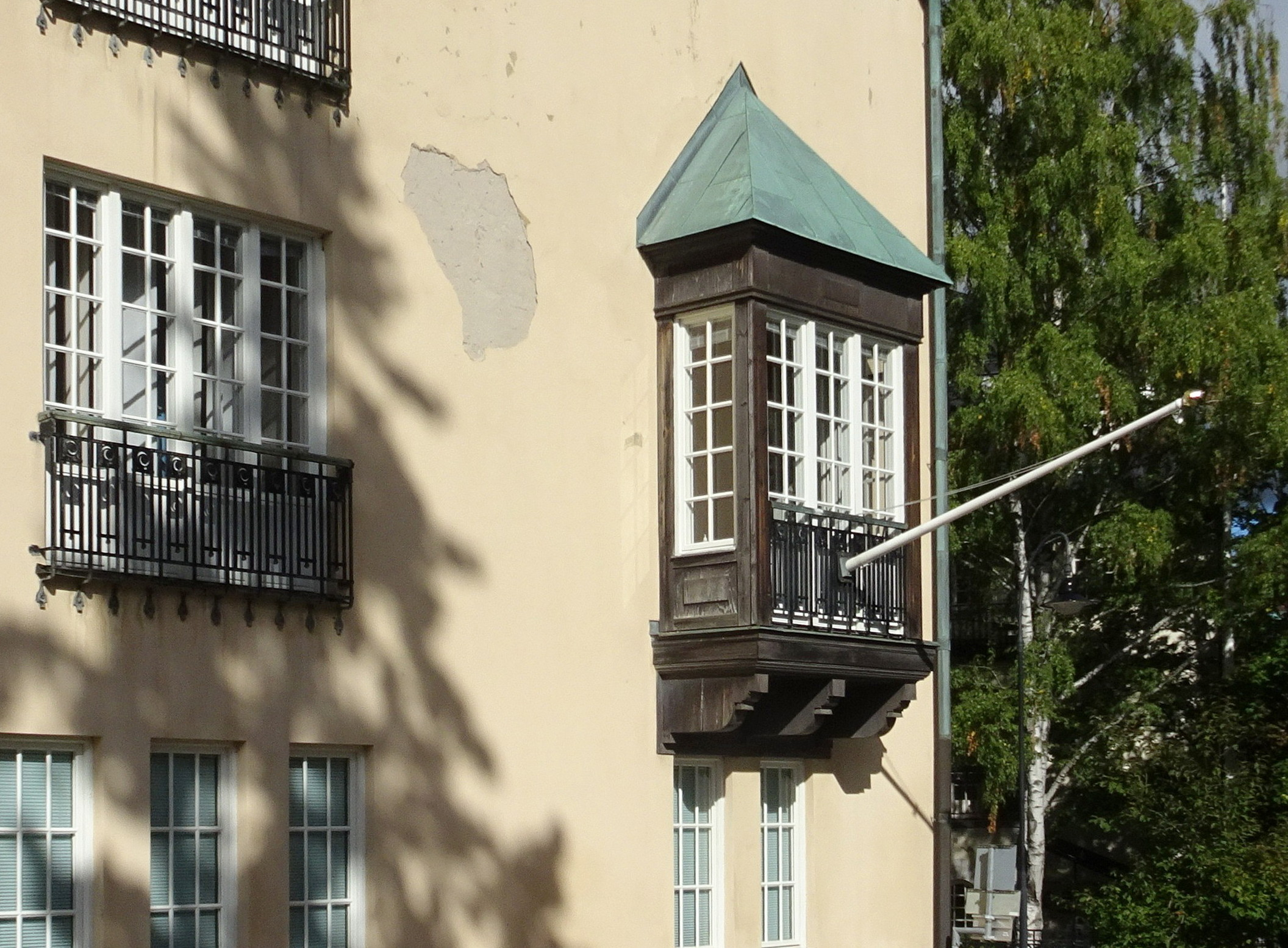
Husets karnap mot Tyrgatan.

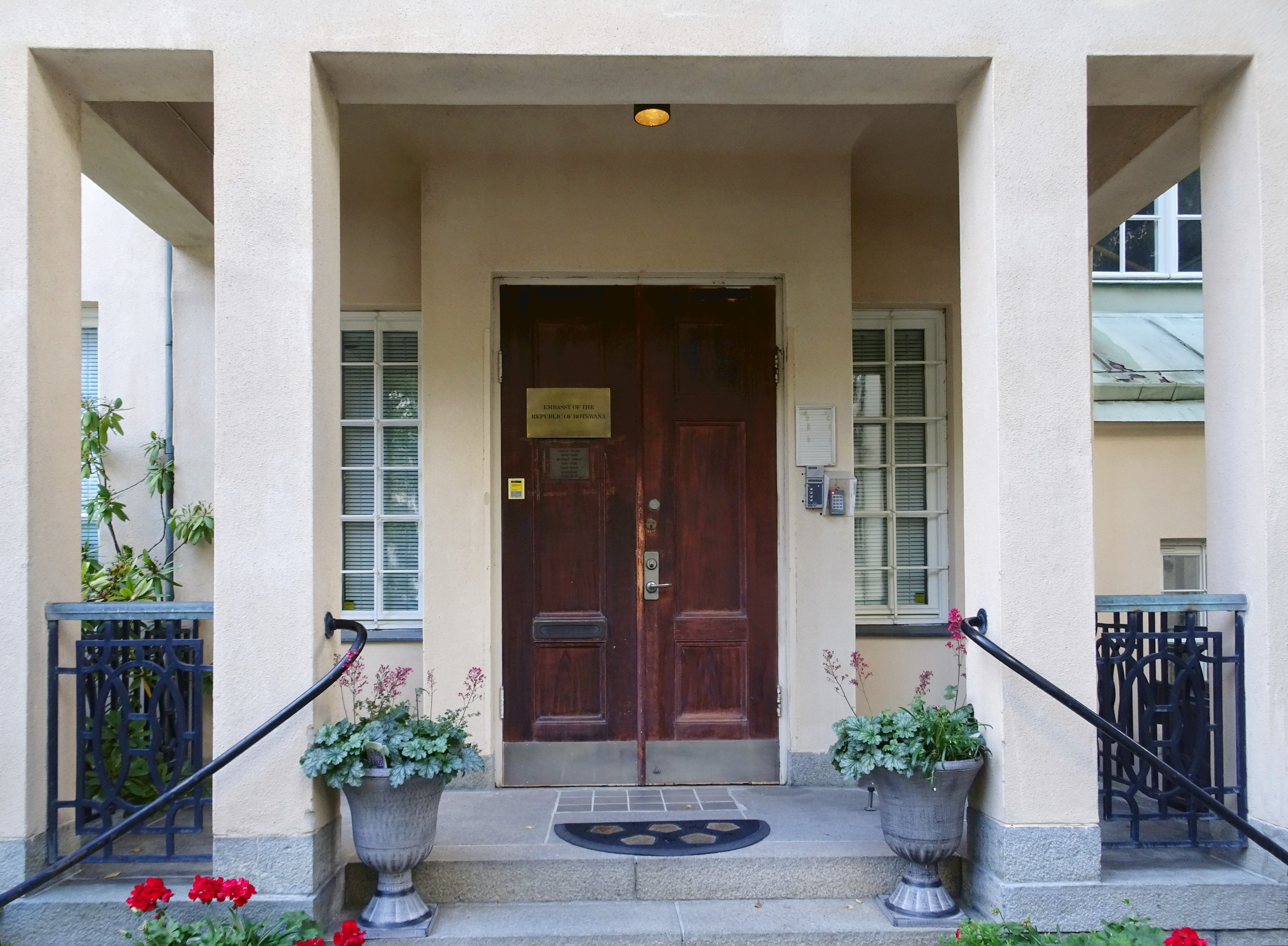
Husets entré mot gården.

### Exteriör
Hagström & Ekman ritade en generös villa i tre våningar och inredd vindvåning samt källare. Fasaderna slätputsades, sockel består av natursten. Mot Tyrgatan dominerar tre stora, över varandra placerade fönster som avslutas över takfoten av en frontespis. Två av fönstern är utformade som franska balkonger med smidesräcken. Intill märks en karnap (en typ av burspråk) i trä, med koppartak och buren av tre konsoler i trä. Husets entré ligger på gaveln mot infarten. Den består av en granittrappa under en altan som bärs upp av fyra putsade pelare.

### Interiör
Via ekporten når man entréhallen med vitt marmorgolv. Trapphuset inbyggdes på 1950-talet när huset kontoriserades för företaget Sparring Hyllinredning AB. Trapphusets glasväggar uppvisar etsade dekorationer i form av sparringkonsoler och -skenor.
Den ursprungliga rumsfördelningen var enligt nybyggnadsritningarna från 1909 följande:
- Källarvåning – pannrum, kol- och veförråd, tvättstuga, slöjdrum
- Bottenvåning – vestibul, herrum / privatkontor, biljardrum / kontor, rum för portvakt, domestikrum
- Våning 1 trappa – salong, sal, kök, serveringsrum
- Våning 2 trappor – vardagsrum, bibliotek, två sovrum, badrum
- Våning 3 trappor (vindsvåning) – två sovrum, två domestikrum